# Paravandellia
Paravandellia is een geslacht van straalvinnige vissen uit de familie van de parasitaire meervallen (Trichomycteridae).

## Soorten
- Paravandellia oxyptera Miranda Ribeiro, 1912
- Paravandellia phaneronema (Miles, 1943)